# Sistema de numeração de selos
O método tradicional de referência de selos postais pelos filatelistas é a numeração. Normalmente a numeração faz-se cronologicamente por país. Em Portugal, por exemplo, o selo n.º 1 é o selo D. Maria II de 5 réis, de 1853.

## Dificuldades de numeração
Apesar de parecer um sistema simples de numeração, o sistema sequencial cronológico por país padece de alguns problemas que têm vindo a ser solucionados de diferentes formas por diferentes catálogos. As principais dificuldades são as seguintes:
- Que definição de "país" utilizar?
- O que considerar como "selo postal"?
- Como classificar os selos postais em diversos tipos?
- Que fazer quando são emitidos vários selos no mesmo dia?
- E quando a data de emissão é desconhecida?
- E quando os diversos selos de uma série base são editados em datas diferentes com emissões comemorativas pelo meio?
- Devem-se agrupar os selos especiais?

### Definição de país
Embora a definição de país pareça ser óbvia, existem complexidades como por exemplo, em territórios não independentes ou nas colónias antes da independência, nas guerras, quando um país ocupa outro, ou os selos emitidos por zonas de um país em revolta, países que se dividem e se reunificam, ou selos emitidos por províncias ou regiões de um país.
Um exemplo clássico é a Alemanha: unificada a partir de pequenos reinos e principados, emissora de selos como potência ocupante de vários países na Segunda Guerra Mundial, depois dividida entre as quatro potências vencedoras, posteriormente dividida em Alemanha Ocidental e Alemanha de Leste e, finalmente reunificada, após a Queda do Muro de Berlim. Os catálogos tipicamente tratam a Alemanha Ocidental como parte da numeração da "Alemanha", numerando com sequência à parte os selos da Alemanha de Leste.

### Definição de selo postal
A definição do que constitui um selo postal revela-se também problemática para os catalogadores. Por exemplo, alguns países emitiram etiquetas adesivas, com carimbo pré-impresso, que enviaram directamente para os comerciantes filatélicos sem que nunca tenham sido postas à venda directamente ou público para utilização como franquia de correspondência. A classificação destes objectos tem sido objecto de discussão e nem todos os catálogos os referenciam nas suas páginas.

### Classificação
Tipicamente, os filatelistas tendem a identificar um número maior de tipos de selos do que as entidades oficiais que os emitem. Variações na perfuração, marcas de água, erros de impressão e outras, ocorrem frequentemente sem que os emissores as detectem. Nalguns poucos casos, até mesmo a data de emissão pode ser desconhecida.

### Emissão no mesmo dia
A emissão de múltiplos selos ou tipos de selos num mesmo dia é prática antiga, mas tipicamente cada selo apresentava um valor facial diferente, sendo habitualmente numerados por ordem crescente de valor facial. Mais recentemente, passou a ser mais comum a emissão de grupos de selos com desenhos correlacionados e com o mesmo valor facial, no mesmo dia.

### Séries intercaladas
É comum proceder-se à emissão de séries base em vários conjuntos intercalados pela emissão de séries comemorativas, muitas vezes por simples necessidade de adaptação a alterações dos preços de franquia postal. Logicamente os vários conjuntos fazem parte da mesma emissão base, tendo um tema comum, um estilo uma sequência de valores coerentes, mesmo que tenham passado vários anos desde a emissão do primeiro selo da série até ao último. Este tipo de problema surge também nos selos de correio aéreo, por exemplo.

## Sistemas de numeração de catálogos
A numeração de selos não é um processo mecânico; pode ser uma tarefa complexa que requere decisões difíceis a nível editorial. Com o passar do tempo, a numeração de um selo passa a ser uma abreviatura utilizada generalizadamente para referenciar o selo, mais que a sua designação oficial. Nos Estados Unidos, o número C3a do catálogo Scott é instantaneamente reconhecido como o Inverted Jenny.

### Numeração do catálogo Scott
O sistema de numeração do catálogo Scott utiliza números para selos postais regulares e utiliza letras maiúsculas como prefixo para tipos especiais de selos (como "C" para correio aéreo). Os números são, normalmente, consecutivos e por ordem cronológica, embora possam existir falhas de numeração em selos mais antigos (em que alguns tipos de selo foram reclassificados e renumerados) ou em séries mais modernas, onde os editores do Scott julgam que aparecerão novos selos. Quando surgem mais selos do que os esperados, o Scott acrescenta uma letra maiúscula como sufixo ou, se a emissão é recente, renumera todos os selos afectados. As variações menores, como sombras ou erros, são marcadas com uma letra minúscula em sufixo. No sistema de numeração Scott, o número C3a refere, assim, uma variação (neste caso o erro de inversão do motivo central) no 3º selo de correio aéreo dos Estados Unidos.
O sistema de numeração Scott, por ser de utilização generalizada, foi considerado muito valioso pela editora do catálogo, que reservou os seus direitos ("copyright) de utilização.

### Sistemas de numeração oficiais
Normalmente, as entidades emissoras ou os governos emissores não numeram os seus próprios selos. Uma excepção notável é a da República Popular da China, que inscreve em todos os seus selos uma numeração única desde 1949.
Em 2002, com o objectivo de controlar os selos alegadamente ilegais, a União Postal Universal introduziu o Sistema de numeração da AMDF (WNS - WAPD Numbering System), para todas as novas emissões dos seus membros.